# 畠山理仁
畠山 理仁（はたけやま みちよし、1973年2月20日 - ）は、日本のジャーナリスト、フリーランスライター。第15回「開高健ノンフィクション賞」受賞作家。

## 経歴
愛知県東海市に生まれる。愛知県立横須賀高等学校卒業。名古屋市の河合塾で1年浪人し、早稲田大学第一文学部（日本文学専修）に入学。同大学在学中の1993年（平成5年）から雑誌を中心に取材、執筆活動を開始。1998年（平成10年）フリーランスライターとして独立する。早稲田大学には4年間在籍したものの卒業はせずに除籍。大学時代、編集プロダクションの紹介から「1日1万5000円もらえるぞ」と誘われ、選挙カーの運転手をアルバイトした経験から選挙が好きになる。「選挙事務所では不思議な人や普段会わないような人がいっぱい集まりドハマりした。事務所のいちばん偉そうなところにジャージを着てサンダルを履いている人がふんぞりかえってテキパキ指示を出す。この人はふだん、何をしているんだろう？」と。それがきっかけで選挙に関心をもつようになり、『週刊プレイボーイ』で働きはじめ、しばらくすると「話が合うだろうから」と編集者に大川興業の大川豊総裁を紹介される。一緒に選挙や政治の現場を回ることになった。このとき、「インディーズ候補」と大川総裁が名づけ、メディアにとりあげられない候補たちのいろんな思いを知ることで「このエネルギーを社会に役立てないともったいない。選挙で立候補する人、全員の話を聞こう」と決意する。
2007年（平成19年）大手メディアが取り上げない独立系候補の活動を紹介した『日本インディーズ候補列伝』（大川豊著・扶桑社刊）は発売。取材・構成を担当した。
2010年（平成22年）初の著書でオープン化が進む政府記者会見の現場をルポした『記者会見ゲリラ戦記』扶桑社新書を発売。
2017年（平成29年）『黙殺　報じられない“無頼系独立候補”たちの戦い』で第15回開高健ノンフィクション賞を受賞する。マック赤坂、ドクター・中松ら、泡沫候補と呼ばれるような、メディアにはほとんど取り上げられない選挙立候補者に焦点を当てた。
2021年（令和3年）、『コロナ時代の選挙漫遊記』が発売。2020年3月の熊本県知事選挙から2021年8月の横浜市長選まで日本各地に出向き、15の選挙について書いた「選挙エッセイ」集である。
2023年（令和5年）5月29日、畠山を密着取材したドキュメンタリー番組『NO 選挙，NO LIFE』がフジテレビ・NONFIXで放映される（CMを除き48分）。撮影・ディレクターは前田亜紀が務めた。同年11月18日、『NO 選挙，NO LIFE』の映画版が公開。

## 人物
- 好きな言葉は「明日死ぬかのように生きなさい。永遠に生きるかのように学びなさい」（ガンジー）[4]。
- 選挙に関心をもったきっかけは、選挙の現場に『ハズレ』がないことを知ってしまったから。世の中に同じ選挙は二つとない。どこへ行っても毎回違った何かが起きる。面白い人や信じられない場面に出くわす。最初は記者としての仕事で全国を回っていたがいつの間にかマスメディアで仕事にならないような選挙にも勝手にお邪魔するようになっていた[4]。
- 東京都杉並区在住[9]。
- 父親は新日本製鉄（現・日本製鉄）名古屋製鉄所に勤めていた[10]。過去に同社の社宅に住む子供は地域のお祭りに呼ばれない悔しさ（いずれ転勤する人間だと思われていたから）、フリーライターは記者扱いされず記者会見にも呼ばれない辛さを味わった。「世の中は一番下から見るものだ。選挙でも世の中から相手にされない人たちが世の中心で活躍する姿を見てみたい」と思っている[10]。
- アメリカ大統領選、ロシア大統領選、台湾総統選、カリフォルニア州知事選なども取材している[11][2]。

## 出演

### 映画
- 『香川1区』（2021年12月24日公開）[12]
- 『NO 選挙，NO LIFE』（2023年11月18日公開）
- 『映画 ○月○日、区長になる女。』（2024年1月2日公開）

### ラジオ
- 『知ってそうで知らない選挙の世界』（TBSラジオ）[13]
- 『大竹まこと ゴールデンラジオ!』（文化放送）[14]
- 『ロンドンブーツ1号2号 田村淳のNewsCLUB』（文化放送）[15]

### ウェブ番組
- 『デモクラシータイムス』（YouTube）[16]

## 著書

### 単著
- 『記者会見ゲリラ戦記』扶桑社〈扶桑社新書〉、2010年12月2日。ISBN 978-4594063252。
- 『領土問題、私はこう考える！―孫崎享、山田吉彦、鈴木宗男ほか識者たちの提言』集英社、2012年11月26日。ISBN 978-4087815160。
- 『黙殺　報じられない“無頼系独立候補”たちの戦い』集英社、2017年11月24日。ISBN 978-4087816518。
  - 『黙殺　報じられない“無頼系独立候補”たちの戦い』集英社〈集英社文庫〉、2019年11月20日。ISBN 978-4087440492。
- 『コロナ時代の選挙漫遊記』集英社、2021年10月5日。ISBN 978-4087880670。

### 共著
- 『フリースタイル43 ニッポンの選挙 菅野完×畠山理仁』（フリースタイル、2019年10月3日）ISBN 978-4939138980

### 監修
- 『政党擬人化 政党たん』（作：水戸泉、作画：にいにゃん、Libre出版、2010年10月30日）ISBN 978-4862638571
- 『政党擬人化 政党たん ～解散総選挙編～』Libre（作：水戸泉、作画：にいにゃん、Libre出版、2013年2月21日）ISBN 978-4799712788